# Ливингстон, Наталия
Наталия Ливингстон (англ. Natalia Livingston; род. 26 марта 1976, Джонстаун, Пенсильвания) — американская актриса мыльных опер. Ливингстон наиболее известна по своей роли Эмили Кэатермейн в дневной мыльной опере «Главный госпиталь». В 2005 году она выиграла Дневную премию «Эмми» за лучшую женскую роль второго плана за участие в мыльной опере. Она снималась в шоу с 1 апреля 2003 года и в ноябре 2007 года её персонаж был убит, но актриса появлялась в сценах воспоминаниях до 7 мая 2008 года. С 15 января 2009 года по 22 декабря 2009 года она вновь снималась в шоу, но уже играла роль Ребекки Шоу.
С 26 января 2011 по 22 апреля 2011 года Ливингстон снималась в мыльной опере «Дни нашей жизни». Она родилась в Джонстауне, штат Пенсильвания и получила степень в области социологии в Университете Эмори.

## Личная жизнь
3 сентября 2016 года вышла замуж за Мэтта Альдага. 6 сентября 2018 года у них родилась дочь. 31 августа 2020 году у них родился сын.

## Мыльные оперы
- 2003—2008, 2009 — Главный госпиталь / General Hospital
- 2011 — Дни нашей жизни / Days of Our Lives